# CONCACAF Gold Cup 2015/Gruppe A
| Pl. | Verein   | Sp. | S | U | N | Tore    | Punkte |
| --- | -------- | --- | - | - | - | ------- | ------ |
| 1.  | USA      | 3   | 2 | 1 | 0 | 004:200 | 07     |
| 2.  | Haiti    | 3   | 1 | 1 | 1 | 002:200 | 04     |
| 3.  | Panama   | 3   | 0 | 3 | 0 | 003:300 | 03     |
| 4.  | Honduras | 3   | 0 | 1 | 2 | 002:400 | 01     |

Die Gruppe A des CONCACAF Gold Cups 2015 war eine von drei Gruppen, in denen die Vorrundenspiele des Turniers ausgetragen wurden. Sie bestand aus vier Mannschaften: Haiti, Honduras, Panama und den USA. Die Partien fanden vom 7. Juli bis 13. Juli 2015 statt. Die Austragungsorte waren Frisco, Foxborough und Kansas City.

## Panama – Haiti 1:1 (0:0)
| Panama                                               | Panama | Haiti | Haiti | Aufstellung                    |
| ---------------------------------------------------- | --- | --- | ----- | ------------------------------ |
| Panama                                               | \| 1. Spieltag \| \| 7. Juli 2015 um 18:00 Uhr in Frisco (Toyota Stadium) \| \| Schiedsrichter: Henry Bejarano ( Costa Rica) \| \| Spielbericht \| | \| 1. Spieltag \| \| 7. Juli 2015 um 18:00 Uhr in Frisco (Toyota Stadium) \| \| Schiedsrichter: Henry Bejarano ( Costa Rica) \| \| Spielbericht \| | Haiti | Aufstellung Panama gegen Haiti |
| Panama                                               | Jaime Penedo – Adolfo Machado, Hárold Cummings, Román Torres, Luis Henríquez – Valentín Pimentel (83. Miguel Camargo), Gabriel Gómez, Aníbal Godoy, Alberto Quintero – Blas Pérez, Luis Tejada (66. Abdiel Arroyo) Cheftrainer: Hernán Darío Gómez ( Kolumbien) | Johnny Placide – Réginal Goreux, Jean-Jacques Pierre, Mechack Jérôme, Kim Jaggy – Wilde-Donald Guerrier, Jean Alcénat (70. Jean-Eudes Maurice), Jean Alexandre – Jeff Louis, James Marcelin (69. Pascal Millien) – Kervens Belfort (78. Sony Norde) Cheftrainer: Marc Collat ( Frankreich) | Haiti | Aufstellung Panama gegen Haiti |
| Panama                                               | 1:0 Quintero (55.) | 1:1 Norde (85.) | Haiti | Aufstellung Panama gegen Haiti |
| Panama                                               | Godoy (14.), Machado (25.) | Alexandre (8.), Alcénat (40.) | Haiti | Aufstellung Panama gegen Haiti |
| 1. Spieltag                                          | | |       |                                |
| 7. Juli 2015 um 18:00 Uhr in Frisco (Toyota Stadium) | | |       |                                |
| Schiedsrichter: Henry Bejarano ( Costa Rica)         | | |       |                                |
| Spielbericht                                         | | |       |                                |

## USA – Honduras 2:1 (1:0)
| USA                                                  | USA | Honduras | Honduras | Aufstellung                    |
| ---------------------------------------------------- | --- | --- | -------- | ------------------------------ |
| USA                                                  | \| 1. Spieltag \| \| 7. Juli 2015 um 20:30 Uhr in Frisco (Toyota Stadium) \| \| Schiedsrichter: César Ramos ( Mexiko) \| \| Spielbericht \| | \| 1. Spieltag \| \| 7. Juli 2015 um 20:30 Uhr in Frisco (Toyota Stadium) \| \| Schiedsrichter: César Ramos ( Mexiko) \| \| Spielbericht \| | Honduras | Aufstellung USA gegen Honduras |
| USA                                                  | Brad Guzan – Timothy Chandler (62. Brad Evans), Ventura Alvarado, John Anthony Brooks, Fabian Johnson – DeAndre Yedlin, Kyle Beckerman, Gyasi Zardes (85. Graham Zusi) – Michael Bradley – Jozy Altidore (58. Chris Wondolowski), Clint Dempsey Cheftrainer: Jürgen Klinsmann ( Deutschland) | Donis Escober – Wilmer Crisanto, Maynor Figueroa, Johnny Palacios, Henry Figueroa (74. Eddy Hernández), Brayan Beckeles – Mario Roberto Martínez (68. Carlos Discua), Bryan Acosta, Alfredo Mejía, Andy Najar (61. Romell Quioto) – Anthony Lozano Cheftrainer: Jorge Luis Pinto ( Kolumbien) | Honduras | Aufstellung USA gegen Honduras |
| USA                                                  | 1:0 Dempsey (25.) 2:0 Dempsey (64.) | 2:1 Discua (68.) | Honduras | Aufstellung USA gegen Honduras |
| USA                                                  | Brooks (15.) | Palacios (85.) | Honduras | Aufstellung USA gegen Honduras |
| 1. Spieltag                                          | | |          |                                |
| 7. Juli 2015 um 20:30 Uhr in Frisco (Toyota Stadium) | | |          |                                |
| Schiedsrichter: César Ramos ( Mexiko)                | | |          |                                |
| Spielbericht                                         | | |          |                                |

## Honduras – Panama 1:1 (0:1)
| Honduras                                                    | Honduras | Panama | Panama | Aufstellung                       |
| ----------------------------------------------------------- | --- | --- | ------ | --------------------------------- |
| Honduras                                                    | \| 2. Spieltag \| \| 10. Juli 2015 um 18:00 Uhr in Foxborough (Gillette Stadium) \| \| Schiedsrichter: Marlon Mejia ( El Salvador) \| \| Spielbericht \| | \| 2. Spieltag \| \| 10. Juli 2015 um 18:00 Uhr in Foxborough (Gillette Stadium) \| \| Schiedsrichter: Marlon Mejia ( El Salvador) \| \| Spielbericht \| | Panama | Aufstellung Honduras gegen Panama |
| Honduras                                                    | Donis Escober – Wilmer Crisanto, Maynor Figueroa, Johnny Palacios, Henry Figueroa (62. Eddie Hernández), Brayan Beckeles – Carlos Discua (62. Mario Martínez), Bryan Acosta (86. Romell Quioto), Jorge Claros, Andy Najar – Anthony Lozano Cheftrainer: Jorge Luis Pinto ( Kolumbien) | Jaime Penedo – Hárold Cummings, Román Torres, Adolfo Machado, Luis Henríquez – Gabriel Gómez (72. Abdiel Arroyo), Armando Cooper, Alberto Quintero (87. Gabriel Torres), Aníbal Godoy – Luis Tejada (67. Valentín Pimentel), Blas Pérez Cheftrainer: Hernán Darío Gómez ( Kolumbien) | Panama | Aufstellung Honduras gegen Panama |
| Honduras                                                    | Najar (81.) | 0:1 Tejada (20.) | Panama | Aufstellung Honduras gegen Panama |
| Honduras                                                    | Beckeles (58.), Claros (85.) | Tejada (64.), Machado (73.), Cooper (77.), Henríquez (85.), Penedo (90.) | Panama | Aufstellung Honduras gegen Panama |
| Honduras                                                    | Henríquez (90.+6') | | Panama | Aufstellung Honduras gegen Panama |
| 2. Spieltag                                                 | | |        |                                   |
| 10. Juli 2015 um 18:00 Uhr in Foxborough (Gillette Stadium) | | |        |                                   |
| Schiedsrichter: Marlon Mejia ( El Salvador)                 | | |        |                                   |
| Spielbericht                                                | | |        |                                   |

## USA – Haiti 1:0 (0:0)
| USA                                                         | USA | Haiti | Haiti | Aufstellung                 |
| ----------------------------------------------------------- | --- | --- | ----- | --------------------------- |
| USA                                                         | \| 2. Spieltag \| \| 10. Juli 2015 um 20:30 Uhr in Foxborough (Gillette Stadium) \| \| Schiedsrichter: Ricardo Montero ( Costa Rica) \| \| Spielbericht \|                                                                                          | \| 2. Spieltag \| \| 10. Juli 2015 um 20:30 Uhr in Foxborough (Gillette Stadium) \| \| Schiedsrichter: Ricardo Montero ( Costa Rica) \| \| Spielbericht \| | Haiti | Aufstellung USA gegen Haiti |
| USA                                                         | Brad Guzan – Omar González, Brad Evans, Greg Garza (66. Fabian Johnson), Tim Ream – Graham Zusi, Mikkel Diskerud, Michael Bradley – Aron Jóhannsson (81. Kyle Beckerman), Clint Dempsey, Jozy Altidore Cheftrainer: Jürgen Klinsmann ( Deutschland) | Johnny Placide – Réginal Goreux (82. Sony Norde), Mechack Jérôme, Frantz Bertin, Kim Jaggy – Jean Alexandre, James Marcelin – Kevin Lafrance (70. Sebastien Thuriere), Jean-Eudes Maurice (65. Jeff Louis), Wilde-Donald Guerrier – Duckens Nazon Cheftrainer: Marc Collat ( Frankreich) | Haiti | Aufstellung USA gegen Haiti |
| USA                                                         | 1:0 Dempsey (46.) | | Haiti | Aufstellung USA gegen Haiti |
| USA                                                         | Alexandre (22.), Guerrier (33.), Nazon (61.) | | Haiti | Aufstellung USA gegen Haiti |
| 2. Spieltag                                                 | | |       |                             |
| 10. Juli 2015 um 20:30 Uhr in Foxborough (Gillette Stadium) | | |       |                             |
| Schiedsrichter: Ricardo Montero ( Costa Rica)               | | |       |                             |
| Spielbericht                                                | | |       |                             |

## Haiti – Honduras 1:0 (1:0)
| Haiti                                                     | Haiti | Honduras | Honduras | Aufstellung                      |
| --------------------------------------------------------- | --- | --- | -------- | -------------------------------- |
| Haiti                                                     | \| 3. Spieltag \| \| 13. Juli 2015 um 18:00 Uhr in Kansas City (Sporting Park) \| \| Schiedsrichter: Joel Aguilar ( El Salvador) \| \| Spielbericht \| | \| 3. Spieltag \| \| 13. Juli 2015 um 18:00 Uhr in Kansas City (Sporting Park) \| \| Schiedsrichter: Joel Aguilar ( El Salvador) \| \| Spielbericht \| | Honduras | Aufstellung Haiti gegen Honduras |
| Haiti                                                     | Johnny Placide – Jean Alcénat, Frantz Bertin, Mechack Jérôme, Kim Jaggy, Kevin Lafrance – Kervens Belfort (25. Jean-Eudes Maurice), Pascal Millien, James Marcelin, Wilde-Donald Guerrier (84. Judelin Aveska) – Duckens Nazon (67. Sebastien Thuriere) Cheftrainer: Marc Collat ( Frankreich) | Donis Escober – Wilmer Crisanto, Maynor Figueroa, Johnny Palacios, Brayan Beckeles – Alfredo Mejía, Jorge Claros, Mario Martínez (65. Carlos Discua), Andy Najar – Erick Andino (61. Román Castillo), Anthony Lozano (45. Eddy Hernández) Cheftrainer: Jorge Luis Pinto ( Kolumbien) | Honduras | Aufstellung Haiti gegen Honduras |
| Haiti                                                     | 1:0 Nazon (13.) | | Honduras | Aufstellung Haiti gegen Honduras |
| Haiti                                                     | Crisanto (43.) | | Honduras | Aufstellung Haiti gegen Honduras |
| 3. Spieltag                                               | | |          |                                  |
| 13. Juli 2015 um 18:00 Uhr in Kansas City (Sporting Park) | | |          |                                  |
| Schiedsrichter: Joel Aguilar ( El Salvador)               | | |          |                                  |
| Spielbericht                                              | | |          |                                  |

## Panama – USA 1:1 (1:0)
| Panama                                                    | Panama | USA | USA | Aufstellung                  |
| --------------------------------------------------------- | --- | --- | --- | ---------------------------- |
| Panama                                                    | \| 3. Spieltag \| \| 13. Juli 2015 um 20:30 Uhr in Kansas City (Sporting Park) \| \| Schiedsrichter: Roberto García Orozco ( Mexiko) \| \| Spielbericht \| | \| 3. Spieltag \| \| 13. Juli 2015 um 20:30 Uhr in Kansas City (Sporting Park) \| \| Schiedsrichter: Roberto García Orozco ( Mexiko) \| \| Spielbericht \| | USA | Aufstellung Panama gegen USA |
| Panama                                                    | Jaime Penedo – Valentín Pimentel (61. Miguel Camargo), Román Torres, Hárold Cummings, Erick Davis – Armando Cooper, Gabriel Gómez, Aníbal Godoy, Alberto Quintero (85. Abdiel Arroyo) – Blas Pérez, Luis Tejada (70. Roberto Nurse) Cheftrainer: Hernán Darío Gómez ( Kolumbien) | Brad Guzan – John Anthony Brooks, Ventura Alvarado, Kyle Beckerman, Timothy Chandler – Alfredo Morales (45. DeAndre Yedlin), Alejandro Bedoya (70. Aron Jóhannsson), Michael Bradley, Gyasi Zardes, Fabian Johnson – Chris Wondolowski (45. Clint Dempsey) Cheftrainer: Jürgen Klinsmann ( Deutschland) | USA | Aufstellung Panama gegen USA |
| Panama                                                    | 1:0 Pérez (33.) | 1:1 Bradley (54.) | USA | Aufstellung Panama gegen USA |
| Panama                                                    | Godoy (44.) | Brooks (15.), Chandler (43.), Alvarado (47.) | USA | Aufstellung Panama gegen USA |
| 3. Spieltag                                               | | |     |                              |
| 13. Juli 2015 um 20:30 Uhr in Kansas City (Sporting Park) | | |     |                              |
| Schiedsrichter: Roberto García Orozco ( Mexiko)           | | |     |                              |
| Spielbericht                                              | | |     |                              |